# Quiero amarte
 (срп. Желим да те волим) мексичка је теленовела, продукцијске куће Телевиса, снимана током 2013. и 2014.

## Синопсис
Мауро Монтесинос власник је плантаже кафе „Рај”, поседа који је наследио од своје покојне супруге Елене Кармоне, која му је родила кћерку Хулијану. Он се временом поново заљубљује, овог пута у Флоренсију Мартинез, младу земљопоседницу чије се имање граничи са његовим. Међутим, њихова љубав није могућа. Наиме, пре него што ће се оженити Флоренсијом, сазнаје да његова стара пријатељица Лукресија очекује његово дете. Жени се Лукресијом, иако је не воли и она му рађа четворо деце. Флоренсија се у међувремену удаје за Давида, управника имања „Рај”, и са њим добија кћерку.
Пролазе године. Мауро и Флоренсија признају једно другоме да нису срећни у својим браковима и да се још воле. Међутим, свесни су да не могу да се препусте љубави јер би тако разорили своје породице. Лукресија открива да њен супруг воли Флоренсију и одлучује да је елиминише. Ипак, не жели директно да упрља руке, већ подгрева љубомору њеног супруга Давида. У вртлогу расправа, посесивности и несрећа, Флоренсија и Давид страдају, а њихова кћи Амаја остаје сироче.
Тридесет година касније, сенке прошлости надвијају се над Мауровом породицом. Његов син Максимилијано заљубљује се у Флоренсијину кћерку Амају, упркос томе што је она удата и има дете, док је он на корак до венчања са другом девојком. Кад Мауро сазна да је његов син заљубљен у јединицу његове велике љубави, спреман је да јој врати дугове, како материјалне тако и емоционалне, који га повезују са њеном покојном мајком. У међувремену, Мауров старији син Сесар схвата да је Амаја веома важна његовом оцу и одлучује да освоји њено срце и преотме је брату.
Истовремено, Амаја открива да би Максимилијанова мајка Лукресија могла бити умешана у смрт њених родитеља. Одлучује да истражи све појединости не би ли дошла до страшне истине, а у исто време није спремна да се одрекне љубави према Максимилијану, која је јача од горчине, мржње и освете.

## Глумачка постава

### Главне улоге
| Глумац:                | Улога:                             |
| ---------------------- | ---------------------------------- |
| Кариме Лозано          | Амаја Серано / Флоренсија Мартинез |
| Кристијан де ла Фуенте | Максимилијано Монтесинос           |
| Флавио Медина          | Сесар Монтесинос Угарте            |

### Споредне улоге
| Глумац:                | Улога:                 |
| ---------------------- | ---------------------- |
| Адријана Лувијер       | Констанса Оласабал     |
| Касандра Санчез Наваро | Флавија Монтесинос     |
| Алехандра Барос        | Хулијана Монтесинос    |
| Дијана Брачо           | Доња Лукресија         |
| Хосе Елијас Морено     | Мауро Монтесинос       |
| Оливија Бусио          | Долорес Моралес        |
| Луз Марија Херез       | Елоиса Монтесинос      |
| Салвадор Зербони       | Орасио Еспиноса        |
| Андрес Меркадо         | Иван Фонсека           |
| Салвадор Санчез        | Сипријано Валдес       |
| Рената Нотни           | Маријана Валдес        |
| Тања Васкез            | Каролина               |
| Ернан Канто            | Лусио Монтесинос       |
| Жан Паул Лероу         | Хорхе де ла Пара       |
| Ото Сирго              | Мануел                 |
| Хавијер Еранс          | свештеник Иполито      |
| Задкиел Молина         | Ериберто               |
| Алехандро Томаси       | Омар                   |
| Јоланда Вентура        | Хеновева               |
| Ектор Саез             | Ектор                  |
| Дијего Амозурутија     | Улисес                 |
| Патрисија Мартинез     | Ћело                   |
| Габријела Голдсмит     | Ема                    |
| Ванеса Растрепо        | Нора                   |
| Телма Дорантес         | Ампаро                 |
| Себастијан Лапур       | Франко                 |
| Ерман Гутијерез        | Алаин                  |
| Кристиане Агвинага     | Лаура                  |
| Абрил Онил             | Ортенсија              |
| Келчи Арисменди        | Нурија                 |
| Џонатан Кури           | Арон                   |
| Елизабет Дупејрон      | Илда                   |
| Роберто Руј            | Ефраин                 |
| Хорхе Нобле            | Балдомеро              |
| Пилар Ескаленте        | Вера                   |
| Абрахам Рамос          | Давид                  |
| Мафер Лара             | Алина                  |
| Бриџит Босо            | Валерија               |
| Естреља Солис          | болничарка             |
| Алекс Сирвент          | Мауро (у младости)     |
| Елена де Тељиту        | Лукресија (у младости) |